# Philip Hamilton
Philip Hamilton (ur. 22 stycznia 1782, zm. 24 listopada 1801) – najstarsze dziecko Alexandra Hamiltona, pierwszego sekretarza skarbu Stanów Zjednoczonych, i Elizabeth Schuyler Hamilton. Zmarł w wieku 19 lat, postrzelony w pojedynku z George’em Eackerem w Weehawken w New Jersey.

## Dzieciństwo
Philip Hamilton urodził się w Albany w Nowym Jorku 22 stycznia 1782. Jego ojciec, Alexander Hamilton, był pierwszym sekretarzem skarbu USA i jednym z Ojców Założycieli Stanów Zjednoczonych. Jego matka, Elizabeth Schuyler Hamilton, była córką Philipa Schuylera, po którym dostał imię.
Alexander Hamilton napisał, że narodzinom Philipa „towarzyszyły wszystkie znaki przyszłej wielkości” i wykazywał wysokie oczekiwania i nadzieje dotyczące przyszłości swojego pierworodnego.

## Pojedynek i śmierć
4 lipca 1801 nowojorski prawnik George Eacker wygłosił przemówienie z okazji Dnia Niepodległości, którego gospodarzem była brygada milicji stanu Nowy Jork i Towarzystwo Tammany. Towarzystwo Tammany (albo Tammany Hall) było organizacją polityczną Partii Demokratyczno-Republikańskiej, którą Aaron Burr przebudował w polityczną maszynę. W przemówieniu Eacker podobno powiedział, że Alexander Hamilton nie byłby przeciwny obaleniu prezydentury ówczesnego prezydenta Thomasa Jeffersona.
Cztery miesiące później, 20 listopada 1801, Philip i jego przyjaciel Stephen Price spotkali Eackera w teatrze Park. Philip skonfrontował się z Eackerem na temat przemówienia, a podczas zamieszania, które nastąpiło, usłyszał, że Eacker nazwał Philipa i Price’a „przeklętymi łotrami”. W odpowiedzi na słowną wrogość i zniewagę Eackera, obaj formalnie wyzwali Eackera na pojedynek. Znajomi napisali, że Alexander Hamilton doradzał swojemu synowi, mówiąc mu, aby zrezygnował z pojedynku, odrzucając swój pierwszy strzał.

## Następstwa
Po śmierci Philipa jego rodzina popadła w zamęt. Jego 17-letnia siostra Angelica Hamilton doznała zaburzenia psychicznego, z którego nigdy nie wyzdrowiała. Jej stan psychiczny pogarszał się, a czasami nie potrafiła nawet rozpoznać członków rodziny. Resztę życie spędziła w stanie określanym jako „wieczne dzieciństwo”, często rozmawiając z bratem, jakby wciąż żył.
Przyjaciele rodziny napisali, że rodzice Philipa nigdy nie wrócili do dawnych wersji siebie po śmierci syna. 2 czerwca 1802 Elizabeth urodziła najmłodsze dziecko, z którym była w ciąży w dniu śmierci Philipa. Dziecko nazwali Philip Hamilton, ku pamięci jego starszego brata.

## W popularnej kulturze
W broadwayowskim musicalu Hamilton z 2015, w rolę Philipa wcielił się Anthony Ramos.